# Asthenophleps
Asthenophleps là một chi bướm đêm thuộc họ Geometridae.